# さいえんす?
『さいえんす?』は、2005年12月に角川書店（現・KADOKAWA）から発行された、東野圭吾のエッセイ集である。

## 概要
「ダイヤモンドLOOP」、「本の旅人」に連載された作品を収録した文庫オリジナル。『あの頃ぼくらはアホでした』、『ちゃれんじ?』に続く第3弾で、科学に関するエッセイ集となっている（科学に関係ないものも多少含む）。
カバーは寄藤文平が担当している。

## 内容と初出一覧
| タイトル                         | 雑誌名           | 発行日付     |
| -------------------------------- | ---------------- | ------------ |
| 疑似コミュニケーションの罠(1)    | ダイヤモンドLOOP | 2004年2月号  |
| 疑似コミュニケーションの罠(2)    | ダイヤモンドLOOP | 2004年3月号  |
| 科学技術はミステリを変えたか     | ダイヤモンドLOOP | 2003年4月号  |
| ツールの変と創作スタイル         | ダイヤモンドLOOP | 2003年5月号  |
| 嫌な予感                         | ダイヤモンドLOOP | 2003年6月号  |
| 数学は何のため?                  | ダイヤモンドLOOP | 2003年7月号  |
| 教えよ、そして選ばぜよ           | ダイヤモンドLOOP | 2003年8月号  |
| ハイテクの壁はハイテクで破られる | ダイヤモンドLOOP | 2003年9月号  |
| 著作権をつぶすのは誰か           | ダイヤモンドLOOP | 2003年10月号 |
| 何が彼等を太らせるのか           | ダイヤモンドLOOP | 2003年11月号 |
| ヒトをどこまで支援するか?        | ダイヤモンドLOOP | 2003年12月号 |
| 滅びるものは滅びるままに         | ダイヤモンドLOOP | 2004年1月号  |
| 調べて使って忘れておしまい       | ダイヤモンドLOOP | 2004年4月号  |
| 誰が彼等の声を伝えるのか         | ダイヤモンドLOOP | 2004年5月号  |
| 理系はメリットか                 | 本の旅人         | 2004年8月号  |
| 少子化対策                       | 本の旅人         | 2004年9月号  |
| 北京五輪を予想してみよう         | 本の旅人         | 2004年10月号 |
| 堀内はヘボなのか?                | 本の旅人         | 2004年11月号 |
| ひとつの提案                     | 本の旅人         | 2004年12月号 |
| 大災害! 真っ先に動くのは……       | 本の旅人         | 2005年11月号 |
| 誰が悪く、誰に対する義務か       | 本の旅人         | 2005年2月号  |
| もう嘆くのはやめようか           | 本の旅人         | 2005年3月号  |
| ネットから外れているのは誰か     | 本の旅人         | 2005年4月号  |
| 今さらですが……                   | 本の旅人         | 2005年5月号  |
| 二つのマニュアル                 | 本の旅人         | 2005年6月号  |
| 四十二年前の記憶                 | 本の旅人         | 2005年7月号  |
| どうなっていくんだろう?          | 本の旅人         | 2005年8月号  |
| 本は誰が作っているのか           | 本の旅人         | 2005年9月号  |

## キャッチコピー
「この女、俺に気があるな」男はなぜこんな誤解をするのか?

## 書誌情報
- 文庫本：2005年12月22日発売[1]、角川文庫、ISBN 978-4-04-371803-0